# 28652 Andybramante
28652 Andybramante este un asteroid din centura principală de asteroizi.

## Descriere
28652 Andybramante este un asteroid din centura principală de asteroizi. A fost descoperit pe 5 aprilie 2000 la Socorro, New Mexico, în cadrul proiectului LINEAR. Asteroidul prezintă o orbită caracterizată de o semiaxă mare de 2,25 ua, o excentricitate de 0,15 și o înclinație de 2,0° în raport cu ecliptica.